# El Cerro de Andévalo
El Cerro de Andévalo è un comune spagnolo di 2 726 abitanti situato nella comunità autonoma dell'Andalusia.